# Игольчатое кружево

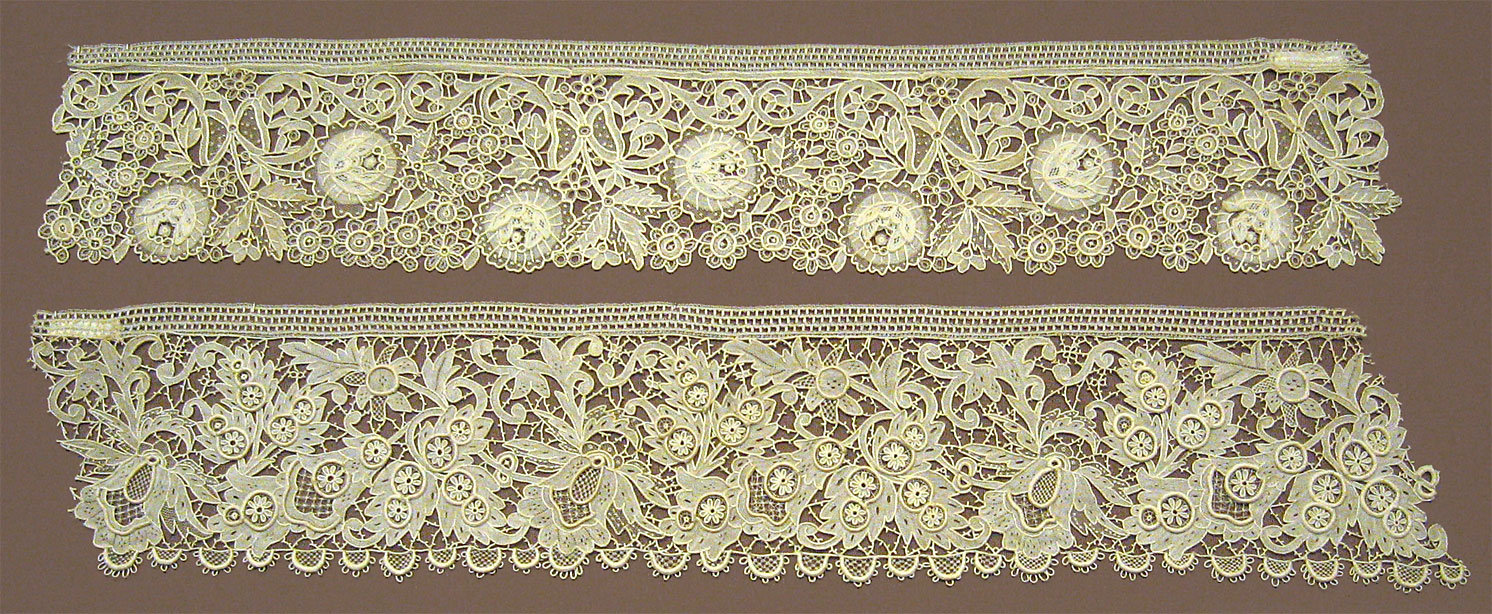
Кружевные бордюры из Рудных гор в Германии в 1884 году, выставлены в Музее Виктории и Альберта.

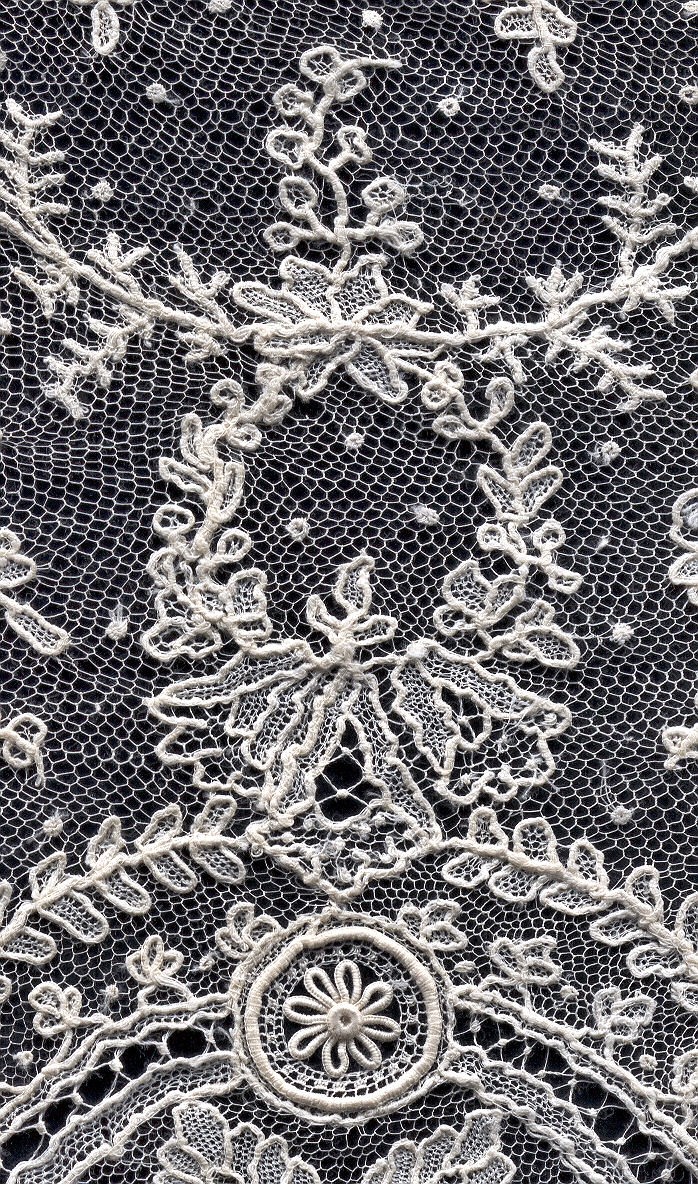
Игольчатое кружево, деталь

Иго́льчатое кру́жево — тип кружева, созданного с помощью иглы и нити.
При формировании кружева сшиваются сотни маленьких стежков.
В чистом виде единственными используемыми инструментами и материалами являются игла, нитки и ножницы.

## История
Истоки игольного кружева восходят к итальянским художественным промыслам XVI века.
В XVII веке игольное кружево становится обязательной частью приличного придворного костюма.
Искусство создания игольчатого кружева достигло своего расцвета при французском Старом порядке в XVI — XVIII веках. В эту эпоху кружево особенно популярно в отделке мужской одежды; в качестве галстука было модным носить венецианское игольное кружево.
Самое известное игольчатое кружево — ретичелла, ажурная техника на льняной ткани.

## Изготовление
Разработано множество стилей, когда работа начинается с закрепления более тяжёлых направляющих нитей на жёстком фоне (например, на толстой бумаге) стежками, которые впоследствии можно удалить. Затем работа строится с использованием различных стежков, наиболее простыми из которых являются различные петли для пуговиц или обмёточные стёжки. Когда вся площадь будет покрыта строчкой, остаточные стёжки распускаются, и кружево отделяется от бумаги.
Игольчатое кружево также используется для создания начинок или вставок в ришелье .

## Примечание
1. ↑  Super User. Игольное кружево (рус.). rode.land. Дата обращения: 22 августа 2022. Архивировано 24 июля 2022 года.
2. ↑  Needle-made Laces: 1st series / de Dillmont, Thérèse. — Mulhouse, France : Dollfus Mieg & Cie, 1902.